# Пастрма
Пастрма је сушено и димљено месо, односно суво месо са костима. Реч „пастрма” је турског порекла и најчешће се односи на зачињену суву говедину која се припрема у Албанији Јерменији, Азербејџану, Босни и Херцеговини, Румунији, Бугарској, Египту, Грчкој, Северној Македонији, Турској, Грузији и другим земљама, међутим, познати османски путописац Евлија Челебија, у опису сарајевске кухиње, наводи и овчију пастрму.

## Припрема и употреба
Пастрма се обично прави од воденог бивола или говедине, али се може користити и друго месо. У Египту се прави не само од говедине, већ и од меса водених бивола.  Неке пастрме се праве од коњског меса.  Могу се користити различити комади меса; једна крава може произвести 26 различитих "врста" пастрма. За најквалитетније пастирме користе се филети, кољенице, бутови и плећке.   Обично се прави током октобра и новембра. 
Да би се направила пастрма, месо се опере и посоли пре него што се осуши и пресује. Након првог сушења месо се хлади до 16 сати. Ово помаже процесу уклањања влаге из меса. После првог пресовања, месо се суши неколико дана, при чему се масти топе и формирају бели слој. Други притисак је "врућа преса".  На крају, осушено и пресовано месо се прелије зачинском пастом која се зове цемен. Цемен се прави од пасте која се састоји од кима, паприке, пискавице, црног бибера, соли  и пасираног белог лука.     Осушени производ се прекрије влажном пастом и остави да се поново осуши. Цео процес траје отприлике месец дана.  Пастрма је класификована као "храна средње влажности". Смањење нивоа влаге је облик конзервације хране који омета раст микроорганизама, а цементна паста се „користи за контролу површинског раста буђи током складиштења“.  Остале функције цемента укључују побољшан укус, карактеристичну црвену боју, спречавање даљег сушења и антимикробно дејство. 

## Кухиње
Данас је пастрма присутна у кухињама Јерменије, Египта, Турске, Бугарске и Леванта.   

### Јерменија
Осушено месо, које подсећа на италијанску бресаолу, Јермени називају бастурма (բաստուրմա) или абоукхт (ապուխտ).  Неке пицерије у градовима попут Јеревана, Бостона и Лос Анђелеса служе пицу са бастурмом.  Јерменски ресторани такође служе хамбургере преливене бастурмом,  бастурма се може додати у салате, а бастурма са омлетом је такође уобичајена храна за доручак у Јерменији.  Бастурма, или омлет од бастурме, такође се може умотати у лаваш, заједно са другим састојцима као што су коријандер и млевени бели лук. 
Јермени који су преживели геноцид 1915. донели су бастурму са собом на Блиски исток. Безјиан се присећа да је његова бака припремала „омлете од бастурме пржене на маслиновом уљу са комадићима лаваш хлеба“. Он напомиње да су Јермени из Кајсерија били посебно познати произвођачи бастурме. 
Арапи су се ругали Јерменима мислећи на јак мирис бастурме који производи мешавина белог лука и пискавице којом је месо премазано током конзервисања. Шушоу, познати либански комичар из 1960-1970-их, приказао је карикатуру јерменског продавца бастурме; повукао је лик након што су се локални либански Јермени пожалили. 
У Палестини, јерменске породице се окупљају у новогодишњој ноћи и једу традиционалну храну укључујући бастурму и традиционалну посластицу под називом чурчхела (քաղցր սուջուխ).  

### Бугарска
Пастарма (како је у Бугарској зову) стигла је у Бугарску у 7. веку. Специфични производи укључују Пастърма говежда, која је регистрована као гарантовани традиционални специјалитет у ЕУ 2017. 

### Турска
У турској кухињи пастрма се може јести као јело за доручак, а чест је састојак омлета, менемена ( шакшука на турски) или варијације јаја бенедикта.   
Пастрма се може користити као прелив за хумус,  пиде хлеб,  хамбургере,  и тостиране сендвиче са чедар или касар сиром. Може бити као фил за бурек који се прави са кадаиифом уместо традиционалног фило теста.  Може се комбиновати са кромпиром да се направи и фил. 
Такође је уобичајен додатак многим традиционалним јелима од поврћа, посебно чорби од парадајза и белог пасуља који се зове kuru fasulye, али и купус (pastırmalı lahana), сланутак (pastırmalı nohut), шпаргле (pastırmalı kuşkonmaz)  и спанаћ (pastırmalı ıspanak).   Такође се може користити за прављење сирног хлеба који се извлачи. 

## Производња
Турска сваке године произведе око 2041 тону пастрме.  Пастрма из Кајсерија је посебно позната. У свом извештају из 1893. британски Форин офис напомиње да је Кајзери, који они зову Цесареа, „посебно познат по припреми бастурме ( пеммикан )“. 